# Carlos Duarte
Carlos Domingos Duarte (Huambo, 25 marzo 1933 – 23 agosto 2022) è stato un calciatore portoghese, di ruolo ala.

## Carriera

### Club
Ha trascorso tutta la carriera nel campionato portoghese.

### Nazionale
Ha collezionato 7 presenze con la maglia della Nazionale.

## Statistiche

### Presenze e reti in Nazionale
| Cronologia completa delle presenze e delle reti in nazionale ― Portogallo | Cronologia completa delle presenze e delle reti in nazionale ― Portogallo | Cronologia completa delle presenze e delle reti in nazionale ― Portogallo | Cronologia completa delle presenze e delle reti in nazionale ― Portogallo | Cronologia completa delle presenze e delle reti in nazionale ― Portogallo | Cronologia completa delle presenze e delle reti in nazionale ― Portogallo | Cronologia completa delle presenze e delle reti in nazionale ― Portogallo | Cronologia completa delle presenze e delle reti in nazionale ― Portogallo |
| Data                                                                      | Città                                                                     | In casa                                                                   | Risultato                                                                 | Ospiti                                                                    | Competizione                                                              | Reti                                                                      | Note                                                                      |
| ------------------------------------------------------------------------- | ------------------------------------------------------------------------- | ------------------------------------------------------------------------- | ------------------------------------------------------------------------- | ------------------------------------------------------------------------- | ------------------------------------------------------------------------- | ------------------------------------------------------------------------- | ------------------------------------------------------------------------- |
| 21-11-1953                                                                | Oeiras                                                                    | Portogallo                                                                | 3 – 1                                                                     | Sudafrica                                                                 | Amichevole                                                                | -                                                                         |                                                                           |
| 22-12-1957                                                                | Milano                                                                    | Italia                                                                    | 3 – 0                                                                     | Portogallo                                                                | Qual. Mondiali 1958                                                       | -                                                                         |                                                                           |
| 13-04-1958                                                                | Madrid                                                                    | Spagna                                                                    | 1 – 0                                                                     | Portogallo                                                                | Amichevole                                                                | -                                                                         |                                                                           |
| 07-05-1958                                                                | Londra                                                                    | Inghilterra                                                               | 2 – 1                                                                     | Portogallo                                                                | Amichevole                                                                | 1                                                                         |                                                                           |
| 03-06-1959                                                                | Lisbona                                                                   | Portogallo                                                                | 1 – 0                                                                     | Scozia                                                                    | Amichevole                                                                | -                                                                         |                                                                           |
| 21-01-1959                                                                | Berlino                                                                   | Germania Est                                                              | 0 – 2                                                                     | Portogallo                                                                | Qual. Euro 1960                                                           | -                                                                         |                                                                           |
| 28-06-1959                                                                | Porto                                                                     | Portogallo                                                                | 3 – 2                                                                     | Germania Est                                                              | Qual. Euro 1960                                                           | -                                                                         |                                                                           |
| Totale                                                                    |                                                                           | Presenze                                                                  | 7                                                                         |                                                                           | Reti                                                                      | 1                                                                         |                                                                           |